# کراش تیم ریسینگ
کراش تیم ریسینگ (به انگلیسی: Crash Team Racing) (به فارسی: مسابقه تیمی کراش) یک بازی ویدئویی در سبک مسابقه‌ای از شرکت ناتی داگ است که سونی کامپیوتر انترتینمنت آن را منتشر ساخت. این بازی چهارمین قسمت در مجموعه کراش باندیکوت به‌شمار می‌رود و همچنین نخستین بازی این سری است، که گیم‌پلی آن، مبتنی بر یک بازی مسابقه‌ای ساده است. این بازی برای نخستین بار در ۱۹ اکتبر ۱۹۹۹ در آمریکای شمالی عرضه شد و در ادامه، در ۲۰ اکتبر ۱۹۹۹ و ۱۶ دسامبر ۱۹۹۹ به ترتیب در اروپا و ژاپن نیز عرضه شد. این بازی به شکل انحصاری برای کنسول پلی‌استیشن عرضه شد و در تاریخ ۱۸ اکتبر ۲۰۰۷ قابلیت بازی برای شبکه پلی‌استیشن را نیز پیدا کرد. شرکت اکتیویژن در سال ۲۰۱۹ نسخه بهبود یافته این بازی را برای پلی استیشن ۴، ایکس باکس وان و سوئیچ عرضه کرده است.
این بازی با فروشی معادل ۴.۸۵ میلیون نسخه در سراسر جهان، یکی از پرفروش‌ترین بازی‌های پلی‌استیشن است.

## روند بازی

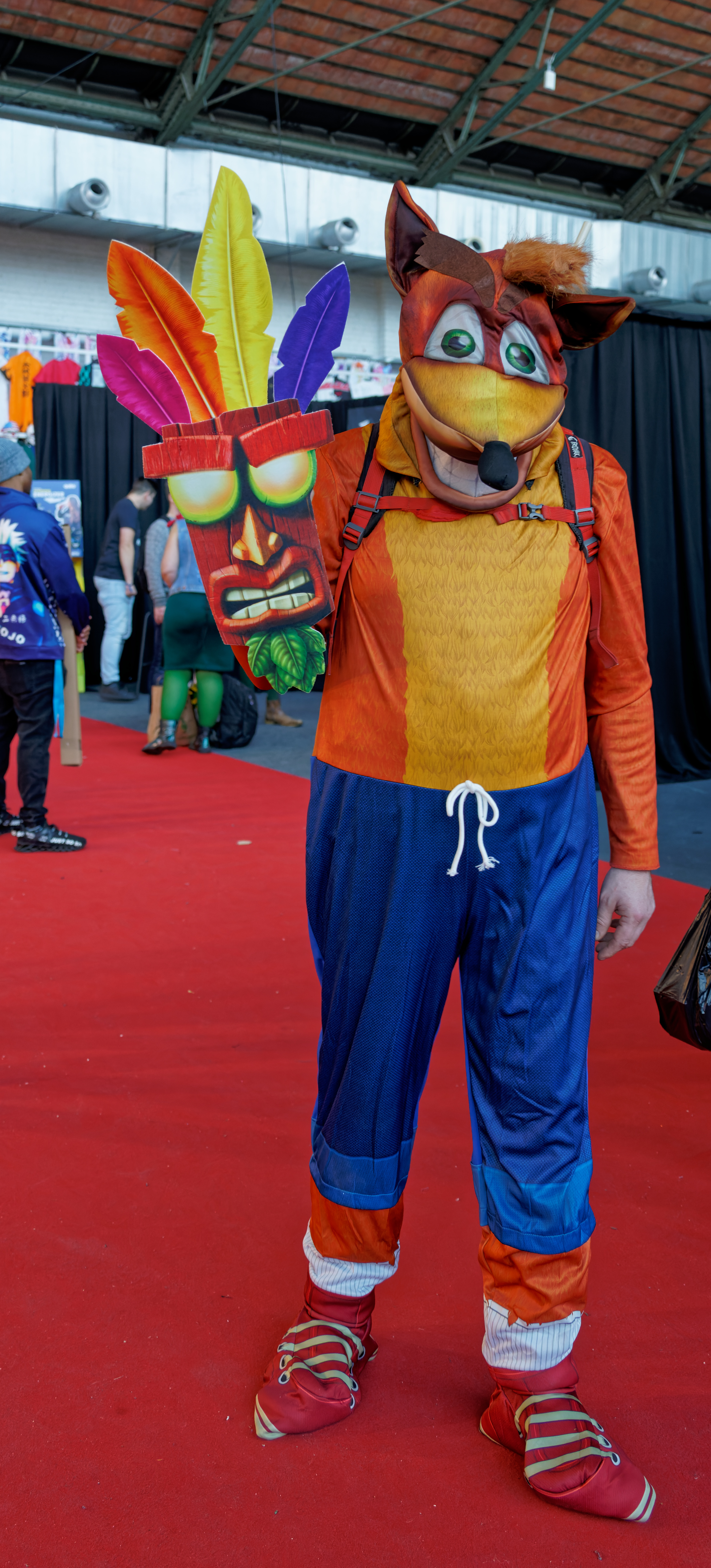
مردی با لباس کراش تیم ریسینگ.

کراش تیم ریسینگ بازی مسابقه‌ای از نوع مسابقات کارتینگ است و بازیباز می‌تواند با انتخاب یکی از هشت شخصیت آغازین بازی، روند مسابقات را آغاز کند. شخصیت‌های قابل کنترل بازی، شخصیت‌های قدیمی این سری، یعنی کراش، کوکو، دکتر نئو کورتکس و متحدانشان هستند. با پیشبرد بازی و انجام مراحل پیش رو، شخصیت‌های جدیدی نیز برای انتخاب آزاد می‌شوند. همچنین تعداد مسیرهای زیادی در این بازی وجود دارند که از تنوع بالایی در میان یکدیگر برخوردار است. گرافیک این بازی در مقایسه با نسخه‌های پیشین، پیشرفت محسوسی داشته اما از لحاظ صداگذاری پیشرفت قابل ملاحظه‌ای ندارد. در این جریان مسابقات، جعبه‌های جایزه خاصی وجود دارد که به صورت شانسی، آیتمی را در اختیار شخصیت‌ها قرار می‌دهد. این آیتم‌ها معمولاً سلاح‌هایی مانند موشک یا بمب هستند که برای ضربه زدن به رقیبان مورد استفاده قرار می‌گیرد.

## پیرنگ

### شخصیت‌ها
برای بازی کراش تیم ریسینگ ۲۱ شخصیت وجود دارد که در شروع بازی با ۸ نفر آن‌ها می‌توان بازی کرد. کراش باندیکوت شخصیت اصلی این بازی به‌شمار می‌رود که هم از نظر سرعت، شتاب و کنترل خوب عمل می‌کند.

### بازگشت کراش تیم ریسینگ
نسخه جدید و بازسازی شده این بازی با نام کراش تیم ریسینگ نیترو-سوخت در ۲۹ ژوئن ۲۰۱۹ (۳۱ خرداد ۱۳۹۸) برای کنسول پلی استیشن ۴، اکس باکس وان و نینتندو سوئیچ منتشر شد و شاهد تغییرات اساسی و شگفت انگیزی در این بازی هستیم، سری جدید این بازی قابلیت های جدیدی به بازی اضافه کرده است. از جمله امکان ارتقا دادن ماشین ها، گرافیک فوق العاده جذاب و دیدنی، اضافه شدن مراحل و شخصیت های جدید، حرکات نمایشی شخصیت ها در حین رانندگی، و....

### داستان
دکتر نیتروز اکساید یک موجود فرازمینی خیالی است که سریع‌ترین رانندهٔ کهکشان‌هاست. او تصمیم می‌گیرد تا برای یک رقابت وارد زمین شود و با پیروزی یا شکست خود، به خواسته‌های خود دست یابد. او در صورت پیروزی، منابع زمین را برای خود بر می‌دارد و در صورت شکست زمین را ترک می‌کند. اکساید تعداد زیادی کلید و اشیاء گرانبها و جادویی را در زمین مخفی می‌کند و از زمین خارج می‌شود. بازیباز باید با انتخاب یکی از ۸ شخصیت قابل انتخاب، پس از کسب مقدار معینی از این جواهرات، سرانجام باید با اکساید رقابت مسابقه‌ای انجام داده و بر او پیروز شود.

بازیباز در نقش کراش باندیکوت در جریان یک رقابت کارتینگ

| گردآورنده  | امتیاز |
| ---------- | ------ |
| گیم‌رنکینگز | ۹۱٫۷۸٪ |
| متاکریتیک  | ۸۸٪    |

| ناشر                    | امتیاز |
| ----------------------- | ------ |
| آل‌گیم                   | ۴/۵    |
| الکترونیک گیمینگ مانثلی | ۹٫۳/۱۰ |
| گیم‌پرو                  | ۵/۵    |
| گیم رولیشن              | B+     |
| گیم‌اسپات                | ۸٫۴/۱۰ |
| آی‌جی‌ان                  | ۸٫۵/۱۰ |
| اوپی‌ام (ایالات متحده)   | ۵/۵    |